# Bodh-Gaja

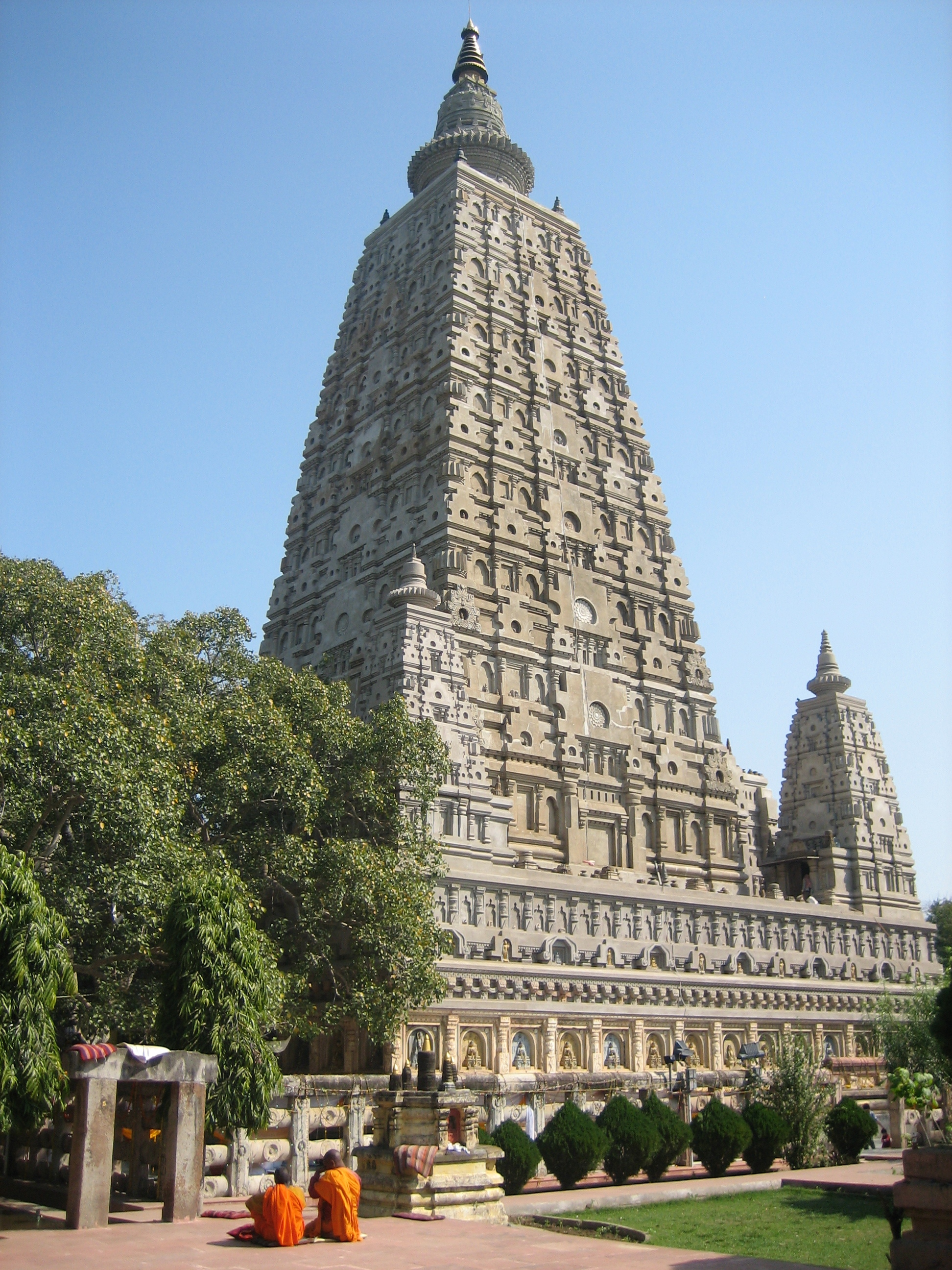
A Mahábódhi templom

A Bodh-Gaja vagy Bodhgaja (hindi:बोधगया) kisváros az északkelet-indiai Bihár államban, Gajá város közelében, a Niranydzsana folyó (ma Lilandzsan) partján. Jelentős vallási helyszín és zarándokhely, amelyet általában a Mahábódhi templomegyüttessel szoktak azonosítani. Gautama Buddha ezen a helyen érte el a megvilágosodást.
A történelmi neve korábban Bodhimanda (a bódhifa környéke), Uruvela, Szambodhi, Vajraszana és Mahábodhi volt. A Bodh-Gaja elnevezést nem használták a 18. századig. Bodh-Gaja fő kolostorát Bodhimanda-vihárának (páli). Mai neve Mahábódhi templom.

## Története

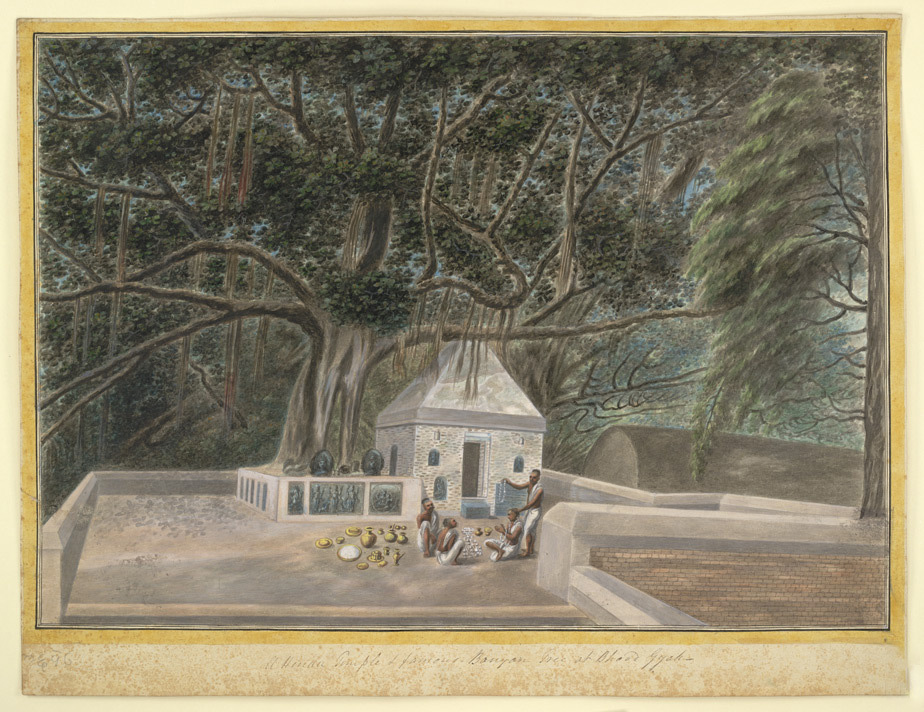
A bódhifa alatti kis Bódh Gajá templom a 7. században épült. Az eredetit pedig a Maurja Birodalom királya Asóka építette.

A buddhista hagyományok szerint kb. i. e. 500-ban Gautama Sziddhártha aszkétaként vándorolt, amikor elérte a Falgu-folyó partját Gajá városa mellett. Ott leült egy bódhifa alá (Ficus religiosa) meditálni. Három nap és három éjszaka meditálás után Sziddhártha elérte a megvilágosodás. Hét hetet töltött hét különböző helyen a közelben, hogy meditáljon az élményén. Hét hét után elment Szárnáthba és ott kezdte el tanítani a buddhizmust.
Gautama Sziddhártha tanítványai sorban érkeztek a helyre, hogy meglátogassák a helyet, ahol Buddha elérte a megvilágosodást egy telihold során, a hindu naptár szerinti Vészák hónapban (április-május). Idővel a hely a Bódh Gajá elnevezést, a megvilágosodás napja a Buddha Purnima, és a fa a bódhifa elnevezést kapta.
Számos feljegyzés és elbeszélés őrzi Bódh Gajá történetét. Ezek közül a legjelentősebb az 5. századi kínai Fa-hszien (Faxian) és a 7. századi Hszüan-cang (Xuanzang). A terület a buddhista civilizáció szívében foglalt helyet évszázadokon át, amíg a 13. században iszlám seregek meg nem hódították.

## Más buddhista templomok

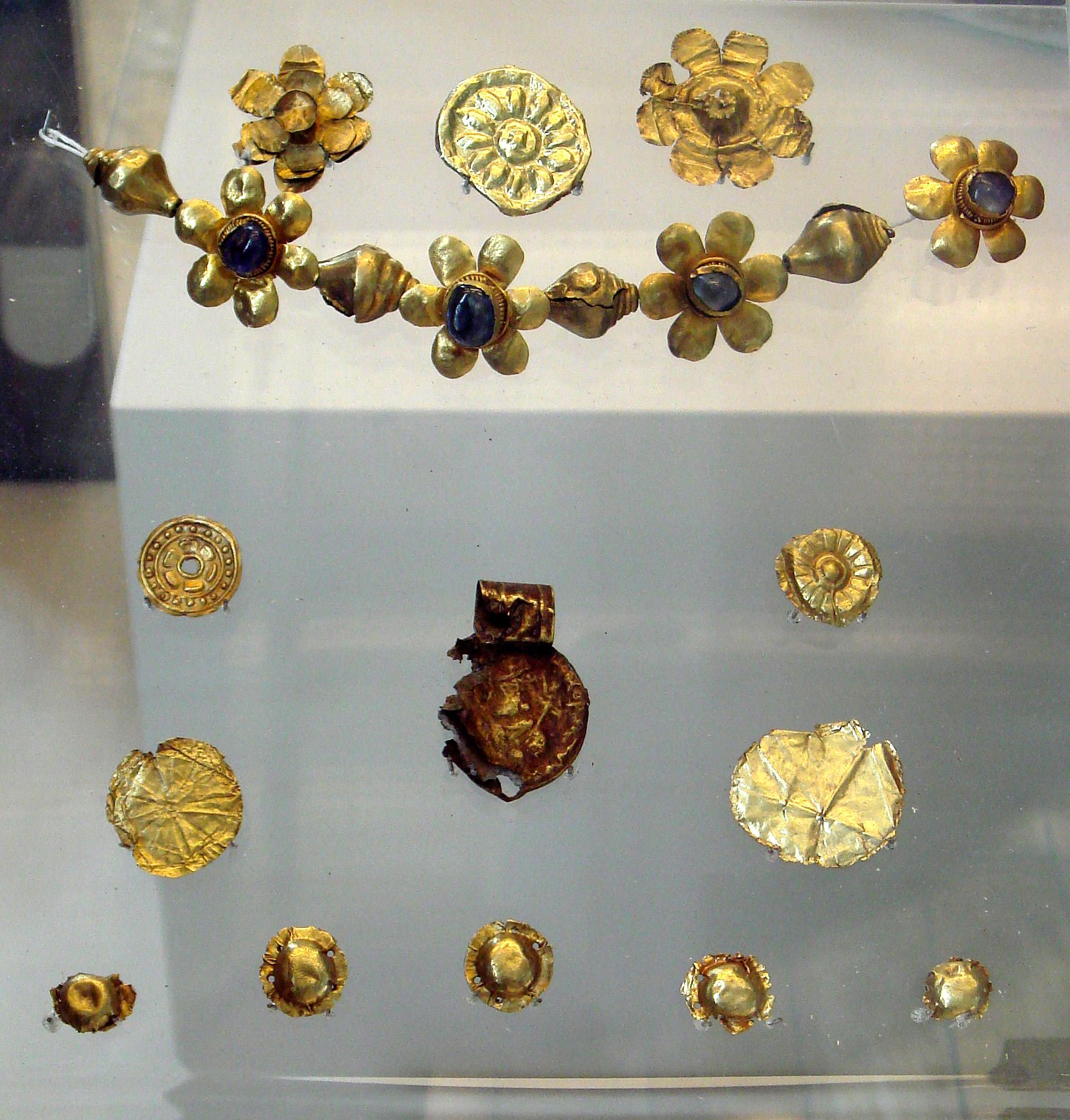
I. e. 3. századi felajánlások, amelyeket Bódh Gajában, a "Buddha megvilágosodási trónusa" alatt találtak

A srí lankai Kittiszirimegha, Szamudragupta engedélyével épített egy Szanghárámát a Mahábódhi-vihára közelében, csupán a szingaléz papok számára, akik a bódhifához zarándokoltak. A kolostorról részletes leírást adott Hiouen Cang kínai buddhista pap. Valószínűleg itt találkozott Buddhagósza Revatával, aki meggyőzte őt, hogy jöjjön Ceylonba.
Azóta számos buddhista templomot és kolostort építettek bhutáni, kínai, japán, burmai, nepáli, Szikkimi, srí lankai, taiwani, thaiföldi, tibeti és vietnámi emberek a templom körüli széles területen. Ezek az épületek tükrözik a különböző országok építészeti stílusait, külső és belső díszítéseit. A kínai templomban álló Buddha szobrot Kínából hozták 200 évvel ezelőtt. A japán templom pagoda alakú, csakúgy mint a burmai templom is, amely Bagan ókori városát idézi. A thai templomnak jellegzetes lejtésű, kunkori teteje van arany tetőcserepekkel. A templom őriz egy hatalmas és látványos bronz Buddha szobrot. A thai templom mellett áll egy nem régi 25 méteres Buddha szobor is egy több mint 100 éves kertben. Tibeti buddhista templomból kettő is van.

## Galéria

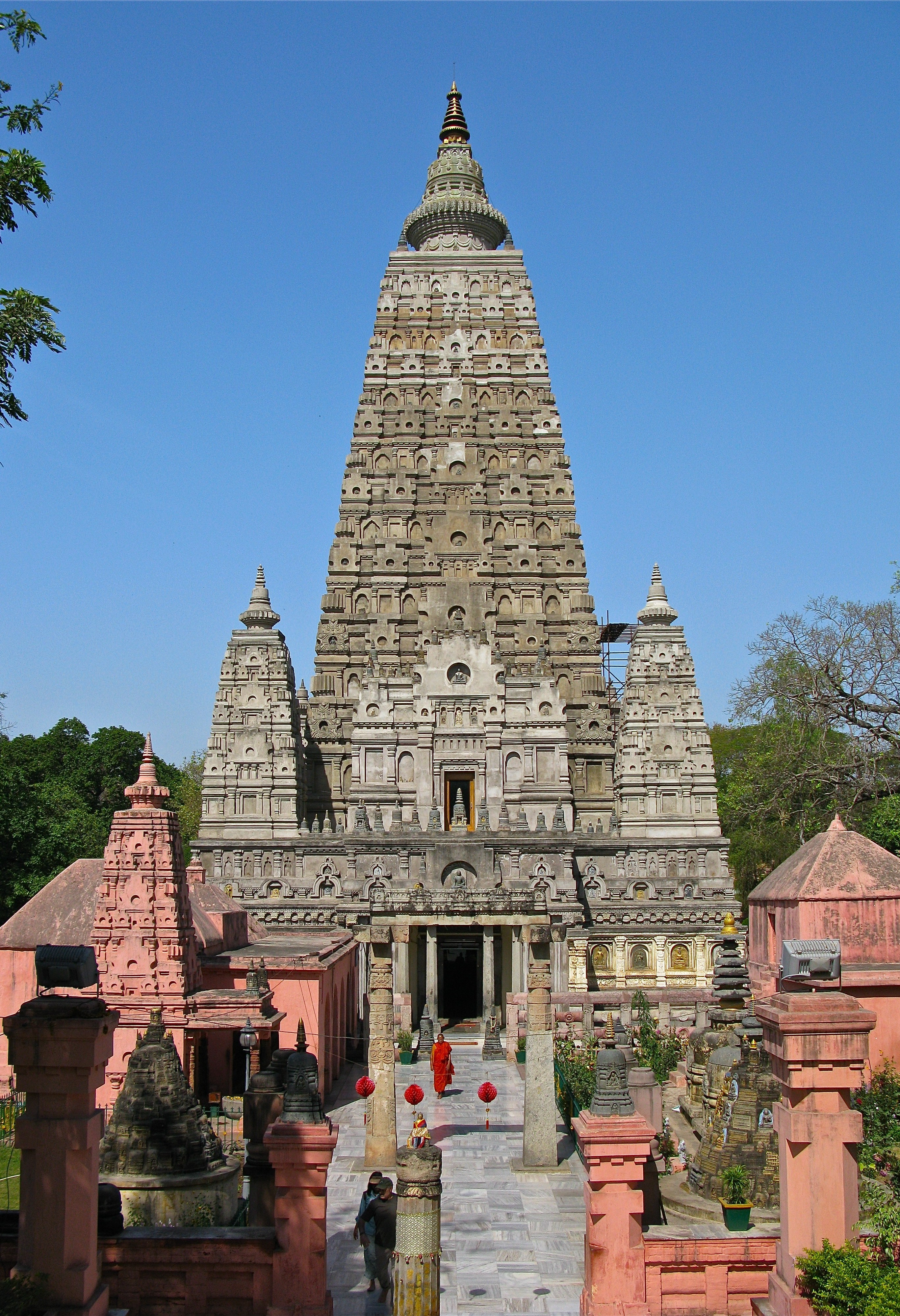
Mahábódhi templom
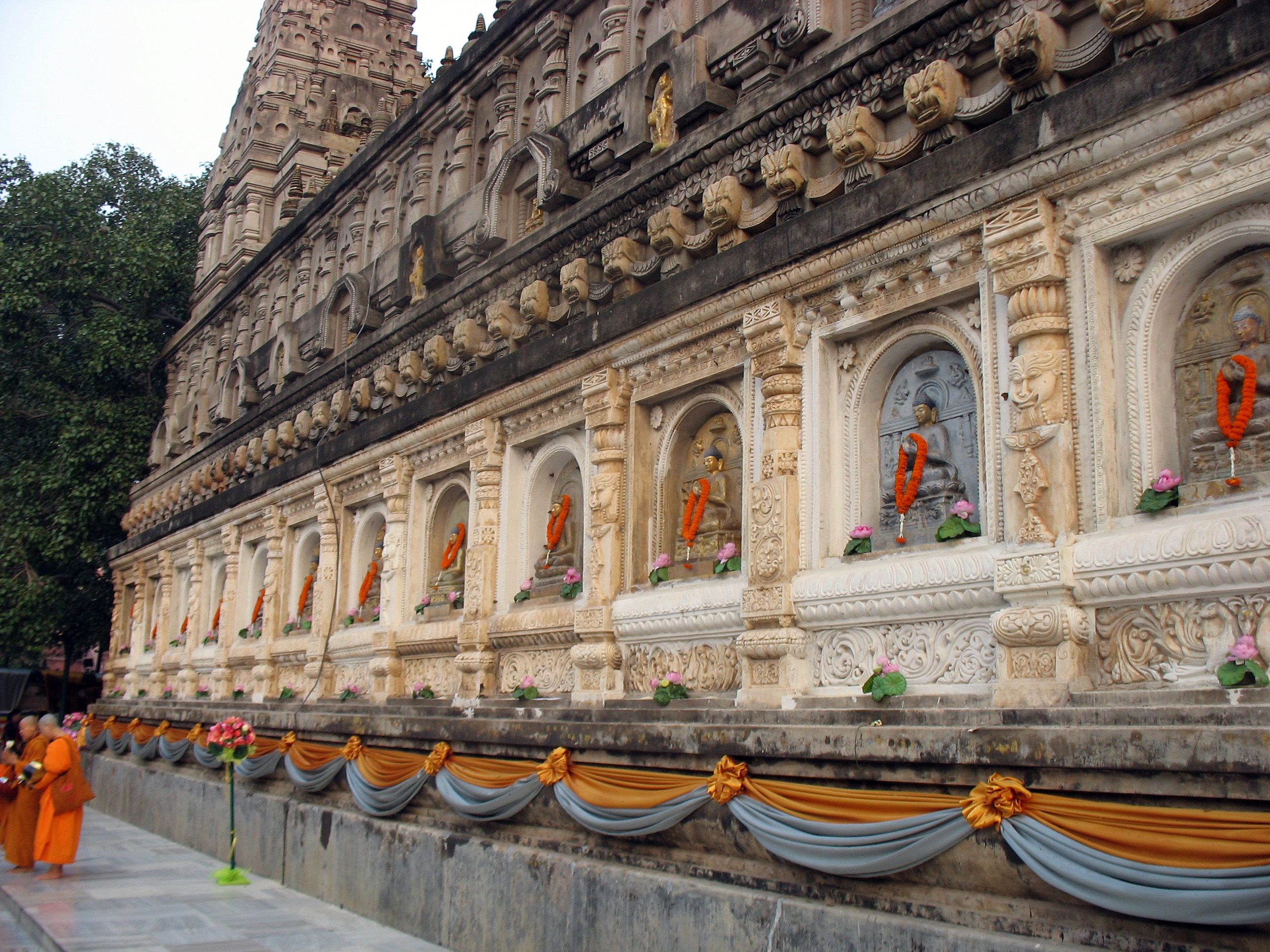
Mahábódhi templom
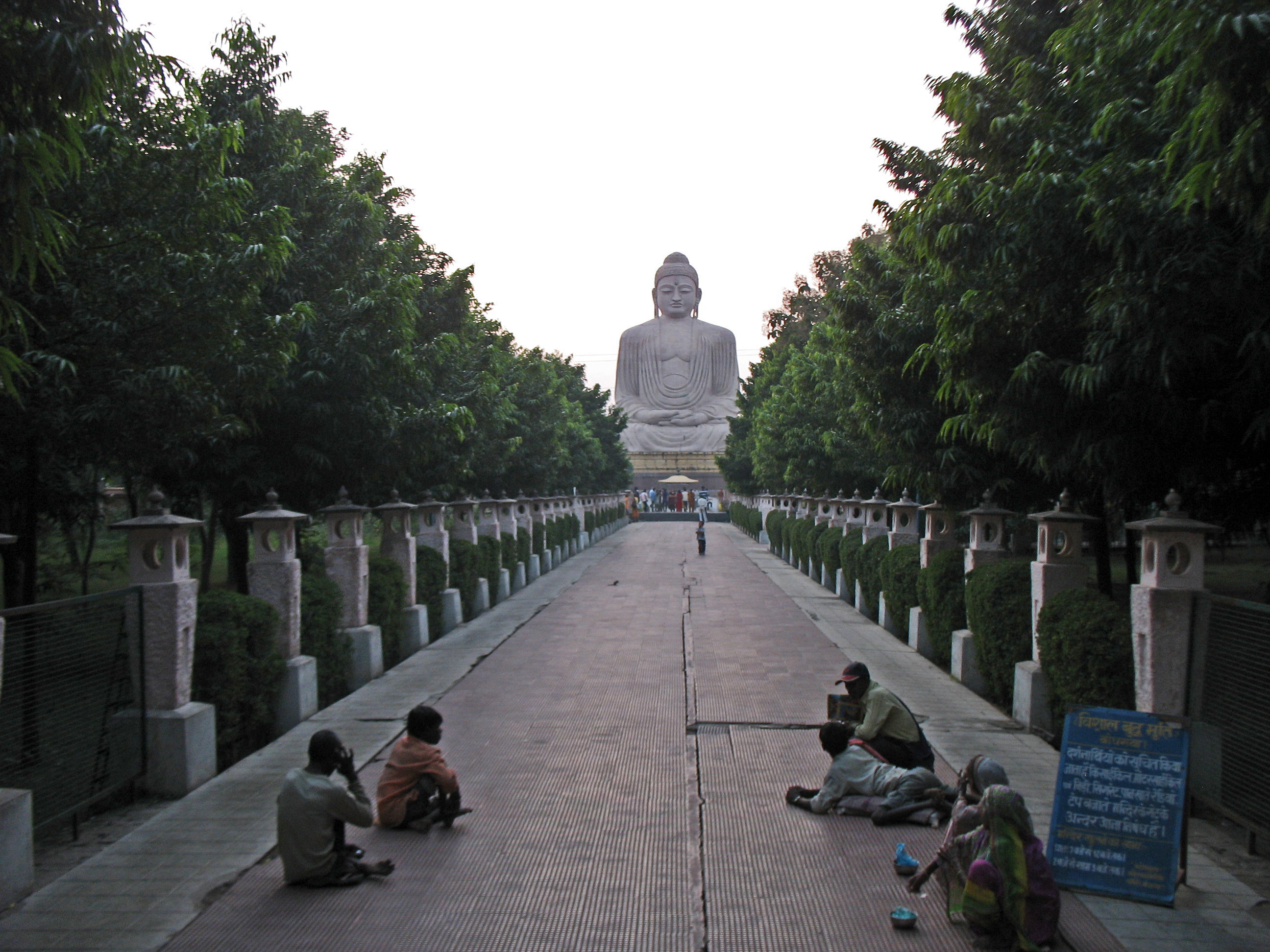
Buddha szobor
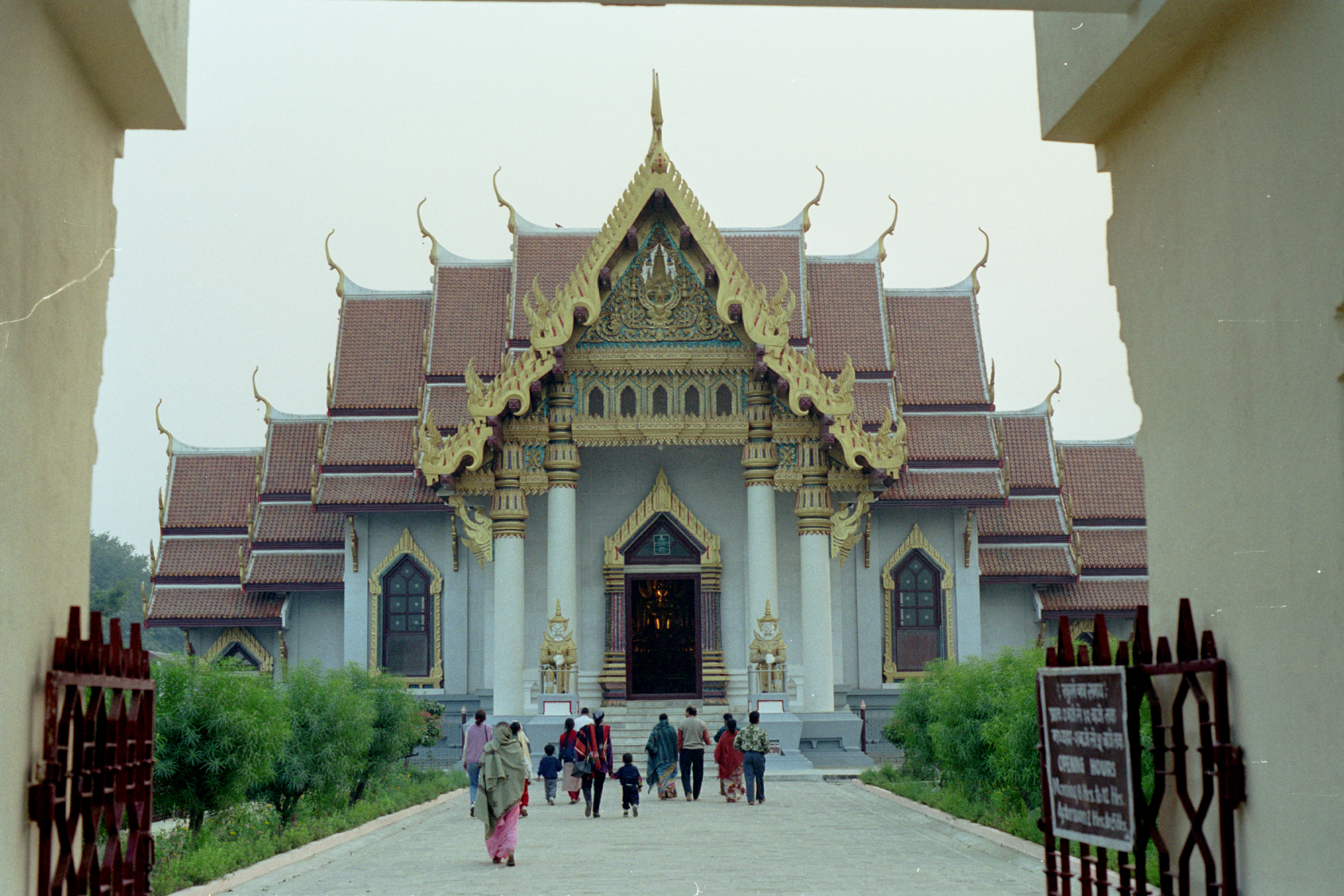
Thai templom
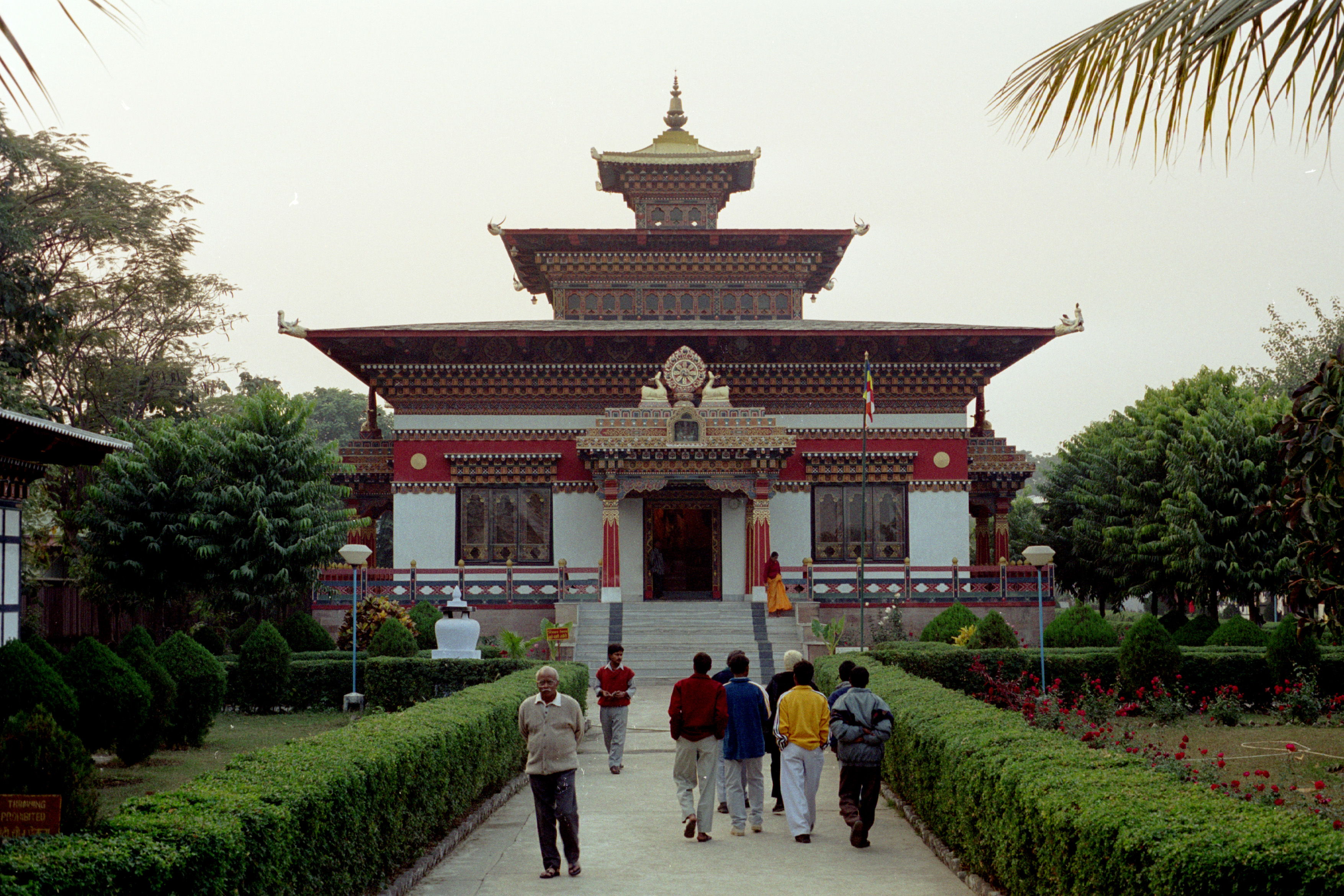
Bhutáni templom
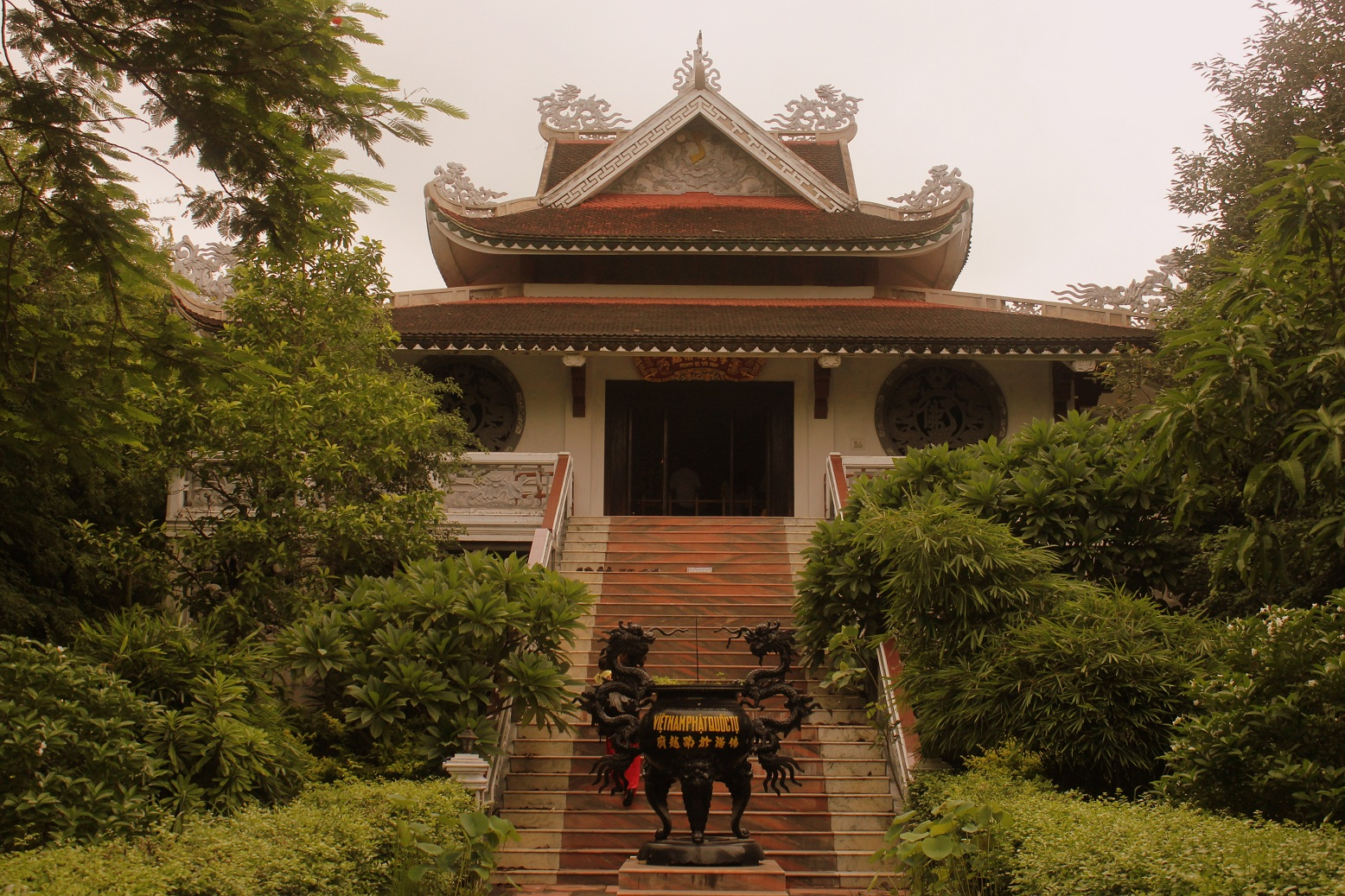
Vietnámi templom